# Дженго, Элина
Элина Дженго (греч. Ελίνα Τζένγκο, алб. Elina Xhengo; род. 2 сентября 2002, Неа-Каликратия, Халкидики, Греция) — греческая легкоатлетка албанского происхождения. В 2022 году стала чемпионкой Европы в метании копья.

## Биография
Родилась 2 сентября 2002 года и выросла в городе Неа-Каликратия в Греции. Её родители уехали из Албании в 1990-х годах после падения коммунизма, за которым последовало ухудшение экономической обстановки и массовая миграция населения. Как рассказала Элина в интервью в 2020 году:
Вначале всё было непросто.
В основном для моих родителей, уехавших из Албании в 90-е годы, в годы великого кризиса в стране, в поисках лучшего будущего. Мой отец ушёл первым, когда моя мать была беременна моей старшей сестрой. Он прибыл пешком из Албании на Халкидики, а когда нашёл работу строителем, моя мама последовала за ним.
Их адаптация в Греции была непростой. Они уволились с работы (мой отец был милиционером, а мать учительницей), они никого не знали, не знали языка, а когда родилась моя сестра, жили в комнате с голыми стенами.
Матрас, стол, какая-то посуда… Никогда не жаловались…
Постепенно им удалось найти свой ритм и вскоре зажить спокойной жизнью. Пока в Греции не «разразился» экономический кризис. Потом всё стало намного сложнее.
Тем временем мы с моей средней сестрой родились, и потребности нашей семьи возросли.

Тогда мама решила работать, чтобы помогать отцу, чтобы нам ни в чём не было недостатка. Она начала убирать дома. Всё ещё убирает…
Присоединилась к спортивному клубу «Кентаврос» в Неа-Каликратии, где тренируется по настоящее время. Перед тем как остановиться на метании копья, занималась многоборьем, бегом и бегом с барьерами. Её две старшие сёстры также занимались лёгкой атлетикой. Однако старшей сестре пришлось завершить спортивную карьеру из-за «негражданства». Элина в 2020 году рассказала:
Единственная проблема, которая у нас была и которая довольно сильно повлияла на нашу жизнь, это вопрос гражданства. Хотя все три девочки родились в Греции, мы страдали, в основном психологически, пока не получили документы. Я получил их только два года назад.
Моя средняя сестра всё ещё ждёт.

Старшая, толкательница ядра, «боролась» годами! Настолько, что из-за ситуации, в конце концов, она бросила спорт! Она больше не могла этого выносить. На неё сильно повлиял тот факт, что она не могла участвовать ни в каких соревнованиях, кроме тех, которые проводились в Греции.
В настоящее время учится на факультете физического воспитания и спорта Университета Аристотеля в Салониках.
В 2016 году установила всегреческий рекорд в своей возрастной категории (54,04 м). По достижении совершеннолетия в 2018 году Элина также столкнулась с проблемой негражданства:
Я не могла участвовать ни в каких соревнованиях за пределами Греции, потому что у меня не было гражданства.
Каждый день я плакала и грустила. <…>

Тогда не было чувства хуже, чем то, что я чувствовала. Родиться в Греции, вырасти в ней и почувствовать себя иностранцем.
Дженго получила греческое гражданство после долгих попыток 22 июня 2018 года.
Через месяц после получения греческого гражданства, в июле 2018 года представляла Грецию на чемпионате Европы по лёгкой атлетике среди юношей в Дьёре, где ей удалось попасть в первую семерку и пройти квалификацию на летние юношеские Олимпийские игры, которые состоялись в октябре в Буэнос-Айресе. На юношеских Олимпийских играх выиграла золото в метании копья — первую и единственную среди спортсменов Греции золотую медаль в лёгкой атлетике на юношеских Олимпийских играх.
Выиграла серебро в метании копья на чемпионате мира по лёгкой атлетике среди юниоров 2021 года в Найроби, золото в метании копья на чемпионате Европы среди юниоров 2021 года в Таллине. В возрасте 18 лет, 1 августа 2020 года установила личный рекорд — 63,96 м на всегреческом чемпионате (U20) по лёгкой атлетике в Янине. Тем самым побила мировой рекорд в своей возрастной категории (U20), принадлежавший кубинке Юленмис Агилар, которая на панамериканском юниорском чемпионате в канадском Эдмонтоне в 2015 году в первой попытке показала 63,86 м. Однако результат не был признан Международной ассоциацией легкоатлетических федераций из-за того, что Дженго не прошла допинг-контроль в установленное время.
В возрасте 20 лет завоевала золото в метании копья на чемпионате Европы по лёгкой атлетике 2022 года в Мюнхене, во второй попытке установила личный рекорд (65,81 м) и стала самой молодой чемпионкой Европы по метанию копья. В том же году на Golden Spike Ostrava метнула копьё на 65,40 м. Выиграла золото на Кубке Европы по метаниям 12 марта 2023 года в португальском городе Лейрия с результатом 63,65 м.